# Stephen Charnock
Stephen Charnock (1628 – 27 de julho de 1680), foi um pastor presbiteriano puritano inglês, nascido em Londres.

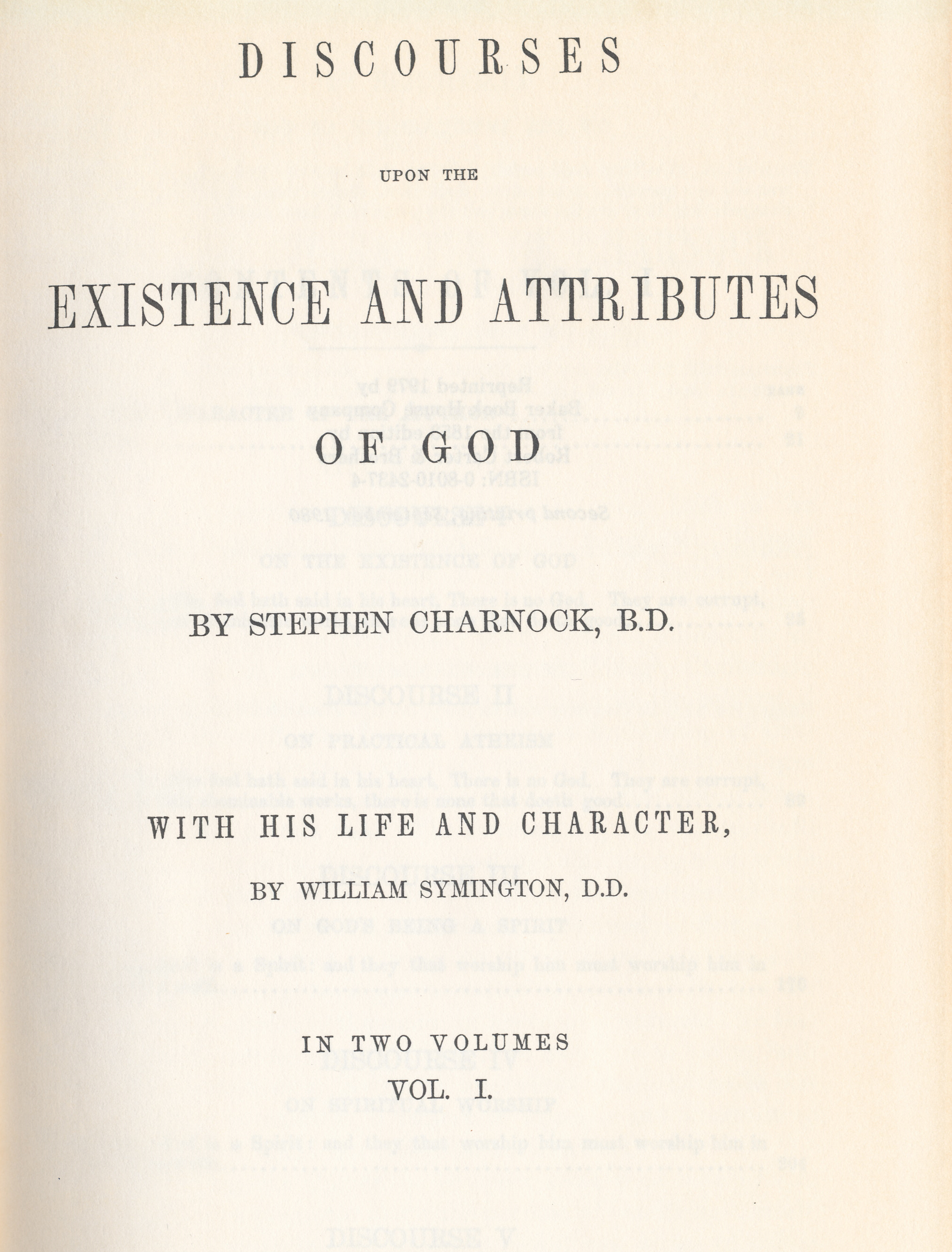
Página de título da magnum opus de Charnock

## Vida
Charnock estudou no Emmanuel College, da Universidade de Cambridge, período em que se converteu à fé cristã, iniciando sua caminhada espiritual como um teólogo puritano.
Tão logo deixou a faculdade, ele teria ocupado o cargo de professor particular ou de tutor, tornando-se, então, pastor em Southwark por um curto período, responsável pela conversão de muitos indivíduos ao cristianismo. Ele continuou no New College, na Universidade de Oxford, onde obteve uma bolsa de estudos e o cargo de inspetor sênior.
Em 1656, mudou-se à Irlanda, tendo-se tornado capelão  do governador da Irlanda, Henry Cromwell. Na capital irlandesa, iniciou um ministério regular de pregação a outros crentes. Aqueles que vieram ouvi-lo eram de diferentes classes sociais e de diferentes denominações cristãs, e tornou-se amplamente conhecido pela habilidade com que desempenhava seus deveres.
Em 1660, a monarquia da Inglaterra foi restaurada após seu breve período como Comunidade da Inglaterra, e Carlos II ascendeu ao trono da Inglaterra, Escócia e Irlanda. Sob a égide do governo de Carlos II, surgiram novas restrições aos não-anglicanos, razão pela qual, por imposição da lei, Charnock foram impedido de exercer o pastorado tanto na Irlanda e quanto na Inglaterra, para onde retornou. Mesmo assim, ele continuou a estudar e a ministrar de maneira privada.
Charnock começou um copastorado em Crosby Hall, em Londres, em 1675. Este veio a ser o último local em que pastoreou. Morreu em 1680.

## Obras
Inúmeros escritos que são atribuídos a Charnock foram transcritos após sua morte. Sua fama repousa, especialmente, na sua série de palestras proferidas em sua congregação, em Crosby Hall, intitulada Discursos sobre a Existência e Atributos de Deus; infelizmente, porém, os Discursos foram interrompidos pela morte de Charnock em 1680. O tratado é preservado hoje como A Existência e Atributos de Deus, publicado pela primeira vez, postumamente, em 1682.